# Coupe Telus (Napastnicy)
Coupe Telus - Offensif (ang. Telus Cup - Offensive) – nagroda przyznawana w każdym sezonie najlepszemu zawodnikowi ofensywnego sezonu ligi QMJHL. Po raz ostatni nagrodę przyznano w 2006.

## Lista nagrodzonych
- 2005–2006: Aleksandr Radułow, Remparts de Québec
- 2004–2005: Sidney Crosby, Océanic de Rimouski
- 2003–2004: Sidney Crosby, Océanic de Rimouski
- 2002–2003: Pierre-Luc Sleigher, Tigres de Victoriaville
- 2001–2002: Pierre-Marc Bouchard, Saguenéens de Chicoutimi
- 2000–2001: Simon Gamache, Val-d’Or Foreurs
- 1999–2000: Brad Richards, Océanic de Rimouski
- 1998–1999: James Desmarais, Huskies de Rouyn-Noranda
- 1997–1998: Pierre Dagenais, Huskies de Rouyn-Noranda
- 1996–1997: Pavel Rosa, Olympiques de Hull
- 1995–1996: Daniel Brière, Voltigeurs de Drummondville
- 1994–1995: Sébastien Bordeleau, Olympiques de Hull
- 1993–1994: Yanick Dubé, Titan de Laval
- 1992–1993: René Corbet, Voltigeurs de Drummondville
- 1991–1992: Martin Gendron, Laser de Saint-Hyacinthe
- 1990–1991: Yanic Perreault, Draveurs de Trois-Rivières
- 1989–1990: Patrick Lebeau, Tigres de Victoriaville